# Miccolamia takakuwai
Miccolamia takakuwai is een keversoort uit de familie van de boktorren (Cerambycidae). De wetenschappelijke naam van de soort werd voor het eerst geldig gepubliceerd in 2001 door Hasegawa & N. Ohbayashi.